# Trochalus macrophthalmus
Trochalus macrophthalmus är en skalbaggsart som beskrevs av Frey 1963. Trochalus macrophthalmus ingår i släktet Trochalus och familjen Melolonthidae. Inga underarter finns listade i Catalogue of Life.